# Maison au 2, rue des Marchands à Sélestat
La maison au 2, rue des Marchands est un monument historique situé à Sélestat, dans le département français du Bas-Rhin.

## Localisation
Ce bâtiment est situé au 2, rue des Marchands à Sélestat.

## Historique
L'édifice fait l'objet d'une inscription au titre des monuments historiques depuis 1931.